# Cat People (1942)
Cat People is een Amerikaanse horrorfilm uit 1942. Het was de eerste van een serie van drie films die regisseur Jacques Tourneur en producent Val Lewton voor RKO Radio Pictures hebben gemaakt. Deze films waren heel populair. In tegenstelling tot veel horrorfilms uit die tijd (bijvoorbeeld Frankenstein en Dracula) werkten ze veel met suggestie in plaats van het monster te laten zien. Tourneur deed dit door acteurs te laten reageren op schaduwen die ze zagen en geluiden die ze hoorden.
De film werd gedraaid in 21 dagen.

## Verhaal
Wanneer de Servische Irena Dubrovna in de lokale dierentuin schetsen maakt van de zwarte panter trekt ze de aandacht van Oliver Reed. Na een kort gesprek besluit Irena hem uit te nodigen voor thee in haar appartement. Daar aangekomen ziet Oliver een standbeeld staan van een man op een paard die een kat doorspiest met een zwaard. Als Oliver erover navraagt zegt Irena dat de man op het paard een koning van Servië is die de duivelsaanbidders uit haar geboortestad had uitgeroeid en dat enkelen wisten te ontsnappen, die de rest van hun leven vervloekt zouden zijn, Irena gelooft dat ze een van de afstammelingen van deze vervloekte duivelsaanbidders is en in een moment van passie, woede of jaloezie zelf in een panter veranderen kan. Oliver en Irena worden steeds verliefder en besluiten te gaan trouwen.
Het wordt steeds moeilijker voor Oliver om met Irena's waanideeën te leven en hij haalt haar over naar een psychiater te gaan. De psychiater genaamd Louis Judd gelooft dat het ver teruggaande angsten van haar zijn die zich uiten in deze waanbeelden, maar hij heeft moeite om de onafhankelijke Irena dit wijs te maken. Als Irena het kantoor van de psychiater uitloopt, komt ze erachter dat Oliver het adres van deze psychiater had gekregen van zijn collega Alice Moore met wie hij al zijn huwelijksproblemen deelt.
Als Alice later zwemt in het zwembad blijkt er een groot beest in de buurt te zijn dat alleen wordt gezien vanuit de schaduw. Uit angst schreeuwt ze om hulp en Irena verschijnt plots uit het donker als de eigenares van het hotel waarin ze zwemt komt, zegt Alice dat ze schrok van de plotse verschijning van Irena. Uit het zwembad gestapt komt ze erachter dat haar badjas in kleine reepjes was gescheurd. Nadat Irena in de dierentuin spreekt met dokter Judd besluit ze zijn theorie over waanideeën te geloven en besluit ze vol goede moed het huwelijk met Oliver gewoon te proberen maar Oliver heeft er al geen zin meer in en vertelt Irena dat hij een scheiding heeft aangevraagd.
Als hij en Alice die nacht laat in de nacht overwerken merken ze de aanwezigheid van het beest weer op, met een object in de vorm van een kruis weet Oliver haar op afstand te houden. Ze besluiten dokter Judd te bellen om hem te waarschuwen voor Irena. Maar het is al te laat en de dokter die zich heel erg aangetrokken voelt tot Irena ziet haar in een panter veranderen om hem te verslinden. Als Irena terugverandert, voelt ze zich zo naar over wat ze gedaan heeft dat ze de panterkooi in de dierentuin openmaakt waarna ze aangevallen wordt door het beest en ter plekke sterft.

## Rolverdeling
| Acteur        | Personage           |
| ------------- | ------------------- |
| Simone Simon  | Irena Dubrovna Reed |
| Kent Smith    | Oliver Reed         |
| Tom Conway    | Dr. Louis Judd      |
| Jane Randolph | Alice Moore         |
| Jack Holt     | Commandeur          |

## Remake
In 1982 volgde een remake met dezelfde titel van de hand van Paul Schrader, die als minderwaardig wordt beschouwd.